# Războiul Civil Grec
Războiul civil din Grecia (în greacă: ο Eμφύλιος [Πόλεμος], adică „Războiul civil”) a avut loc între anii 1946 și 1949 între armata guvernamentală greacă, susținută de Regatul Unit și Statele Unite ale Americii, și Armata Democratică a Greciei‎‎ (ΔΣΕ) ( greacă inițialele DSE), ramura militară a Partidului Comunist Grec (KKE), sprijinită de Bulgaria, Iugoslavia și Albania. Acesta a fost rezultatul unei lupte extrem de polarizate între fasciști, democrați și  comuniști. Unul dintre primele conflicte ale Războiului Rece, potrivit unor analiști acesta reprezintă primul exemplu de intervenție după război britanică și americană în politica internă a unei țări străine;a zis Churchill, care în mod deschis și brutal a forțat o țară europeană de-a accepta sistemul său politic, și Stalin a urmat apoi, deși sovieticii au fost mult mai puțin violenți în acest sens.  Dintre toate țările din Europa de Vest, elitele britanice au fost determinate de-a controla Grecia, prin orice mijloace necesare;. această țară a fost considerată mult timp de ei ca și cum ar fi conacul lor privat.

## Scurtă descriere
Primele semne ale războiului civil au început în 1942-1944, în timpul ocupației. Cu guvernul grec în exil în imposibilitatea de a influența situația de la domiciliu, mai multe grupuri de rezistență din diferite afilieri politice au apărut, cel dominant fiind Frontul Național de Eliberare (EAM), controlată efectiv de către KKE. Începând din toamna anului 1943, de frecare între MAE și alte grupuri rezistență a dus la ciocniri împrăștiate, care a continuat până în primăvara anului 1944, atunci când un acord s-a ajuns la formarea unui guvern de uniune națională care a inclus șase EAM-afiliate miniștri. 
Preludiul războiului civil a avut loc în decembrie 1944, după ce țara a fost eliberată. EAM și trupele britanice au organizat o luptă sângeroasă din Atena după ce trupele britanice tras pe o demonstrație masivă organizată de EAM. Rezultatul a fost înfrângerea MAE de către forțele armate britanice mai bine.Punctul de vedere tradițional britanic a afirmat că MAE a instigat luptă, dar surse mai recente și mai puțin părtinitoare au arătat că a avut cu adevărat EAM controlul dorit din Atena, în urma retragerii germane, nu era nimic să-i oprească de la preluarea controlului [necesită citare]. înfrîngerea forțelor EAM alac sfârșitul termenului de ascendentul său: ELAS, brațul militar al MAE, a fost dezarmat, iar MAE a continuat acțiunea sa politică ca o organizație de multi-partid. Tensiunile au rămas ridicate Cu toate acestea, astfel cum ciocniri între facțiuni dreapta și de stânga au continuat. 
Războiul civil a izbucnit în 1946, când forțele de partizani ai fostului ELAS,care au găsit adăpost în ascunzătorile lor și au fost controlați de către KKE,au organizat Armata Democrată a Greciei (DSE) și HQ sale Inaltul Comandament. KKE susținute eforturi ansamblu, decide că nu există mijloace mai politice să o folosească împotriva aripa dreapta care a avut o recunoastere internationala a guvernului lor, format după alegerile din 1946 (boicotat de către KKE). Comuniștii au format guvernul provizoriu și  au utilizat DSE ca ramura militară a acestui guvern. Statele vecine comuniste au oferit sprijin logistic Guvernului Provizoriu - mai ales în forțele care operează în nord. 
În ciuda eșecurilor inițiale de către forțele guvernamentale din 1946 până în 1948, ajutorul american a crescut, lipsa de un număr mare de recruți la rândurile de DSE, precum și efectele secundare ale divizat Tito-Stalin, a dus la victoria lor. 
Victoria finală a forțelor de guvern occidental au dus la aderarea Greciei la NATO, și a ajutat pentru a defini echilibrul ideologic al puterii din Marea Egee pentru întregul Război Rece. Război civil ,cu o unitate de securitate vehementă anti-comunistă, care ar conduce la stabilirea de juntei militare din Grecia 1967-1974, și o moștenire de polarizare politică care a durat până în anii 1980.